# Léo Ferré au Théâtre des Champs-Élysées
Albums de Léo Ferré
L'Opéra du pauvre
(1983) Les Loubards
(1985)
Léo Ferré au Théâtre des Champs-Élysées est un triple album de Léo Ferré en public, publié en 1984 par RCA. Initialement publié dans une version tronquée, intitulée Ferré 84, enregistrement public, le récital est proposé dans son intégralité depuis sa réédition sur support CD de 1995.
Un enregistrement vidéo intégral de ce concert de trois heures a été réalisé par Guy Job. Elle a été diffusée en quatre « épisodes » entrecoupés d'entretiens de Léo Ferré avec Pierre Bouteiller sur France 3, les mercredis 1er, 8, 15 et 22 août 1984. Publiée en cassette VHS la même année, puis en DVD  en 2003.

## Caractéristiques artistiques
Ce récital « balaye » quatre décennies d'un travail d'écriture poétique ininterrompue, accolant des chansons stylistiquement très différentes. Léo Ferré, seul sur scène pendant trois heures, s'accompagne tantôt au piano, tantôt chante sur les bandes-orchestre de ses enregistrements studio, sauf en ce qui concerne son corpus Barclay - le plus célèbre -, proposé  au piano, a cappella, ou sur de nouvelles musiques enregistrées.
Avec une spontanéité volontiers digressive - Ferré donne par exemple une version de La Solitude d'une vingtaine de minutes, dans quoi il enchâsse L'Invitation au voyage de Charles Baudelaire, la chanson L'Enfance, des anecdotes et confidences autobiographiques semi-improvisées... - l'artiste n'hésite pas à railler et déconstruire de manière bouffonne certaines de ses chansons emblématiques, à commencer par Avec le temps.

## Titres
Paroles et musiques de Léo Ferré sauf indications contraires.
Les titres marqués d'un astérisque (*) n'ont jamais été enregistrés en studio par Ferré.
Les titres La Chemise rouge et Le Tango Nicaragua sont extraits de l'album L'Opéra du pauvre.
| 1.  | La Chemise rouge                       |                                | 4:21  |
| 2.  | La Vie d'artiste                       | Léo Ferré & Francis Claude     | 2:54  |
| 3.  | Tu penses à quoi ?                     |                                | 4:35  |
| 4.  | T'as d'beaux yeux, tu sais ? *         |                                | 2:14  |
| 5.  | Le Jazz band & T'es rock, coco !       |                                | 5:06  |
| 6.  | La Vie moderne (version 84)            |                                | 3:19  |
| 7.  | La Solitude & L'Invitation au voyage   | Léo Ferré & Charles Baudelaire | 22:24 |
| 8.  | L'Enfance & La Solitude (suite et fin) |                                | 5:41  |
| 9.  | Java partout                           |                                | 2:03  |
| 10. | À la Seine                             | Jean-Roger Caussimon           | 2:33  |

| 1.  | Marizibil *                      | Guillaume Apollinaire | 3:50 |
| 2.  | Pauvre Rutebeuf                  | Rutebeuf              | 5:20 |
| 3.  | Un jean's ou deux, aujourd'hui ! |                       | 2:32 |
| 4.  | Monsieur mon passé               |                       | 3:19 |
| 5.  | Monsieur Tout-Blanc              |                       | 3:45 |
| 6.  | La Porte *                       | Guillaume Apollianire | 3:10 |
| 7.  | T'en as                          |                       | 2:11 |
| 8.  | Ta source                        |                       | 2:52 |
| 9.  | Je te donne                      |                       | 3:34 |
| 10. | La Mort des amants               | Charles Baudelaire    | 3:29 |
| 11. | Le Tango Nicaragua               |                       | 1:23 |
| 12. | Allende                          |                       | 4:17 |
| 13. | Words... Words... Words...       |                       | 3:25 |
| 14. | Le Chien                         |                       | 5:36 |
| 15. | Avec le temps                    |                       | 3:21 |
| 16. | Le Printemps des poètes *        |                       | 4:05 |

| 1. | La Nostalgie                          |                             | 6:47  |
| 2. | L'Adieu                               | Guillaume Apollinaire       | 2:09  |
| 3. | La Mémoire et la Mer                  |                             | 4:20  |
| 4. | Frères humains, l'amour n'a pas d'âge | Léo Ferré & François Villon | 4:20  |
| 5. | Requiem                               |                             | 7:36  |
| 6. | Thank you Satan                       |                             | 3:31  |
| 7. | Graine d'ananar                       |                             | 3:03  |
| 8. | La Folie                              |                             | 2:41  |
| 9. | Il n'y a plus rien                    |                             | 14:05 |

## Musiciens
- Léo Ferré : piano

## Production
- Prise de son : Roger Roche, assisté de Jean-Loup Morette (Studio Mobile Davout)
- Production exécutive : Michel Larmand
- Crédits visuels : Alain Marouani